# Kernkraftwerk Satsop
Das Kernkraftwerk Satsop (englisch Satsop Nuclear Power Plant) sollte in der Nähe von Elma in Grays Harbor County im US-Bundesstaat Washington entstehen, benannt ist es nach dem Indianerstamm Satsop Der Bau wurde jedoch nach finanziellen Problemen eingestellt. Das Kraftwerk steht im Satsop Development Park.

## Geschichte

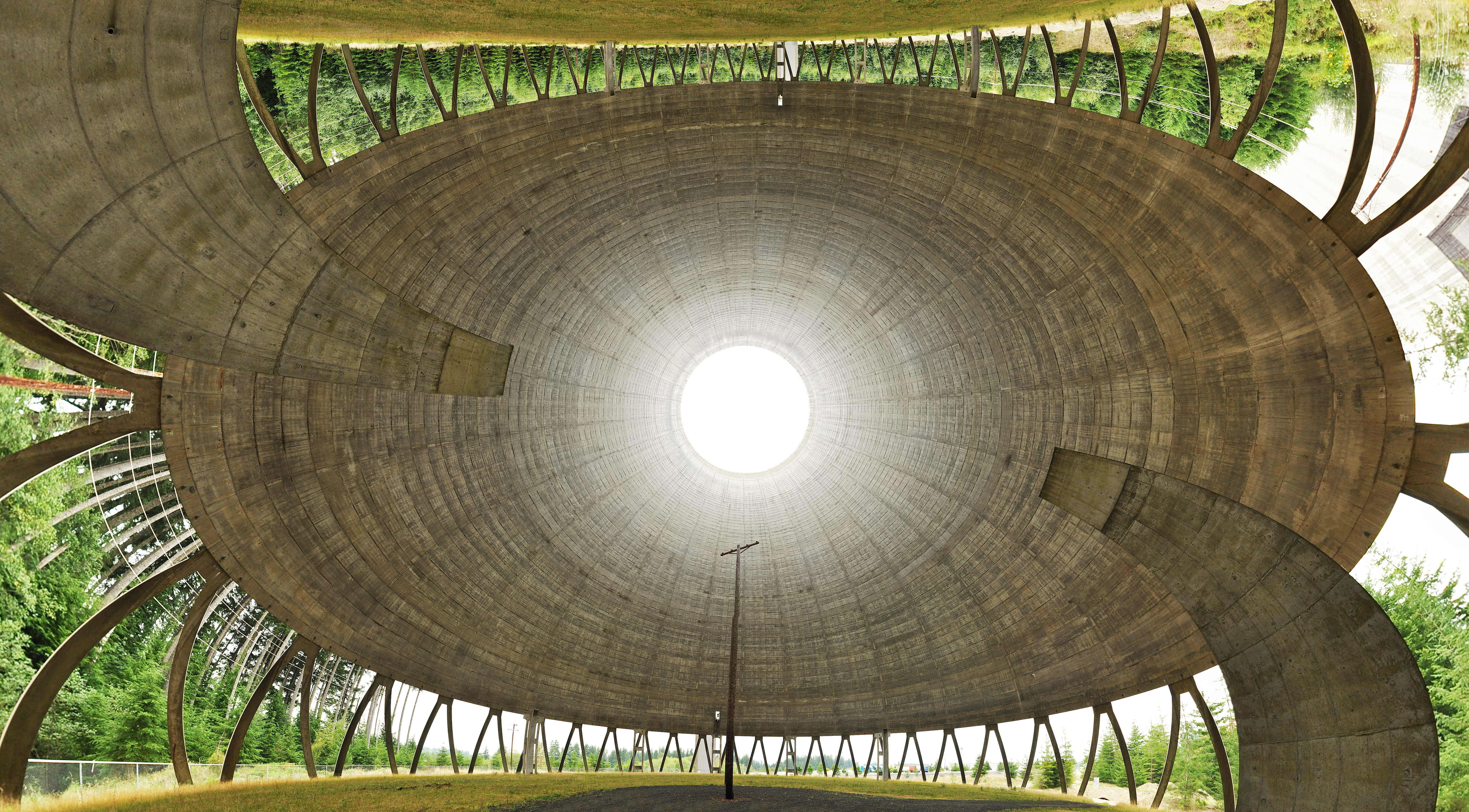
Innenaufnahme (360°×180°) eines nicht fertiggestellten Kühlturms des Kraftwerks

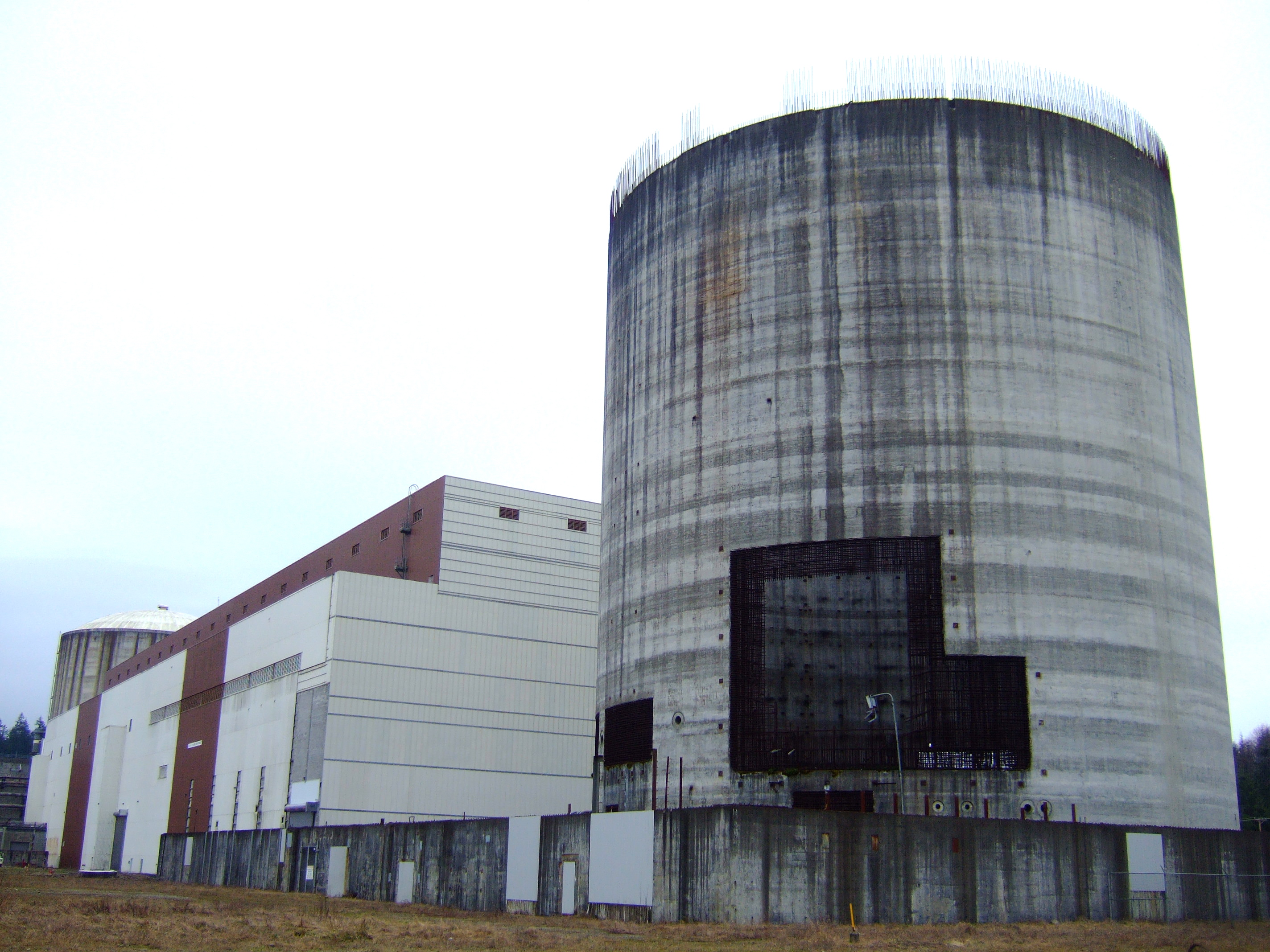
Die beiden Reaktorgebäude

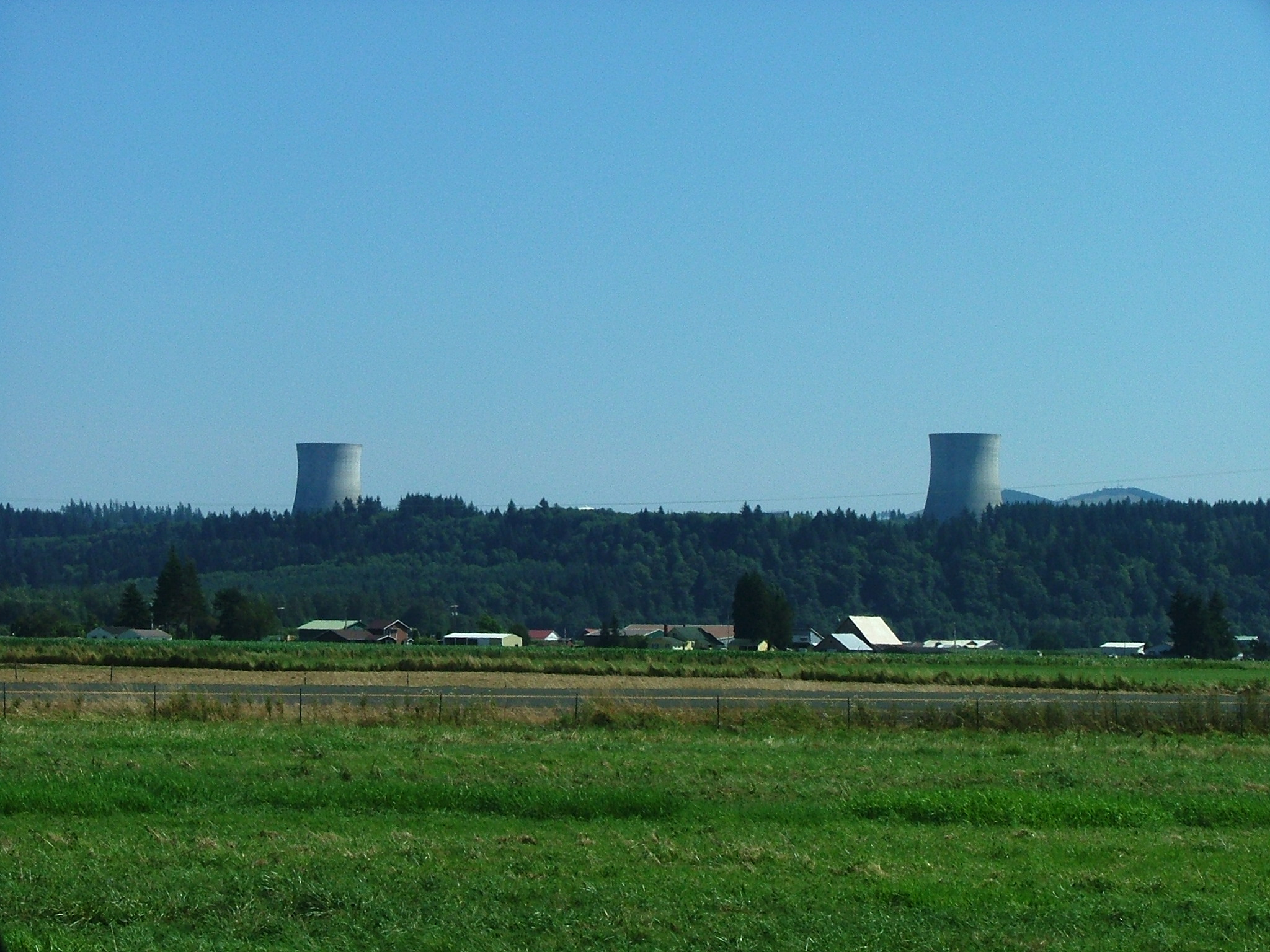
Die beiden Kühltürme des Kraftwerks

Das Satsop CT-Projekt ist in dieser Form seit 1974 im Zuge eines Projektes von Washington Public Power Supply System (WPPSS) geplant worden. Insgesamt wurde ein Budget von 24 Milliarden Dollar veranschlagt. Der Plan von WPPSS war, Reaktor 1, 2 und 4 in Hanford zu bauen und die Reaktoren 3 und 5 in Satsop.
Der Baubeginn der Reaktoren in Satsop war am 1. April 1977. Es war zu 70 % das Eigenprojekt von WPPSS, bei den restlichen 30 % waren unter anderen die Energieunternehmen Pacific Power & Light, Portland General Electric, Puget Sound Power & Light und Washington Water Power beteiligt. 1980 wurde aufgrund neuer Verordnungen ein neuer Bauleiter des Projektes eingestellt. Dadurch mussten unter anderem an den Standorten noch einige Tests durchgeführt werden, die zu unnötigen Ausgaben führten.
1982 hatten sich die neuen Verordnungen jedoch als recht effizient herausgestellt. Die Baugeschwindigkeit der Reaktoren verdoppelte sich, sodass in jedem Monat statt nur 1 % pro Block jetzt 2 % fertiggestellt worden waren, was die Bauzeit enorm verkürzte. Dadurch wurde vor allem der Reaktor WNP-3 in Satsop, zu einer Musteranlage von WPPSS. Während der Zeit seit dem Baubeginn 1977 war bereits etwa ein Viertel der Anlage fertiggestellt worden, doch die finanzielle Lage verschlechterte sich 1983. Daher waren nur zwei Optionen offen: den Bau entweder zu stoppen, oder das Projekt vollkommen einzustellen. Man entschied sich im Juli 1983 dafür, den Bau der Anlage für maximal drei Jahre zu verzögern, bis WPPSS eine Summe von 961 Millionen Dollar für den Weiterbau vorhanden hätte. Zu diesem Zeitpunkt war das Kernkraftwerk zu 85 % fertiggestellt.
1988 wurde der Standort des Kraftwerks bezüglich seiner Gefährdung durch Erdbeben evaluiert.
Während des Baustopps wurden die Bauteile zum Teil eingepackt, die Turbinen zweimal im Monat rotieren gelassen und die Dampferzeuger regelmäßig mit einem Gas gereinigt, damit es nicht zu Korrosion kam und der Bau jederzeit wieder aufgenommen werden konnte. Da der Bau sich aber nach den drei Jahren weiterhin verzögerte, entschloss man sich erst im April 1993 das Projekt einzustellen. Am 13. Mai 1994 wurde eine Resolution zur Einstellung des Projektes verabschiedet.
Im März 1995 reichte WPPSS eine Änderung des Planes ein. Am 12. Juni 1995 wurde der Anfrage stattgegeben. Dieser Plan ist aber nur dafür gedacht, die Baustellen zu erhalten, sodass keine Gifte austreten oder andere langfristige Umweltschäden auftreten können. Am 25. Juni 1998 reichte WPPSS einen Antrag ein, um den Bau der Reaktoren zu beenden und lieber eine Gasturbine zu errichten (Satsop Combustion Turbine Project). Nachdem Umfragen in der Umgebung durchgeführt wurden und ein Schreiben des Gouverneurs des Staates Washington den Bau einer Gasturbine ablehnte, wurden der Bauantrag und die Lizenzen für das Kernkraftwerk endgültig storniert und die Aktivitäten an der Baustelle eingestellt.
Heute stehen auf der Baustelle nur noch die Bauruinen des Kernkraftwerkes sowie zwei 146 m hohe Kühltürme der beiden Reaktoren. Das Kernkraftwerk steht heute im Satsop Development Park, der bereits 1995 gegründet wurde. Der Bau von WNP-1 und WNP-4 in Hanford wurde ebenfalls eingestellt, die Bauruinen von WNP-1 und WNP-4 stehen heute noch. Als einziger Reaktor des Projects wurde WNP-2 als Kernkraftwerk Columbia fertiggestellt.

## Daten der Reaktorblöcke
| Reaktorblock | Reaktortyp         | Netto- leistung | Brutto- leistung | Baubeginn     | Projekt- einstellung |
| ------------ | ------------------ | --------------- | ---------------- | ------------- | -------------------- |
| WPPSS-3      | Druckwasserreaktor | 1.240 MW        | 1.324 MW         | 1. April 1977 | 1. Januar 1983       |
| WPPSS-5      | Druckwasserreaktor | 1.240 MW        | 1.316 MW         | 1. April 1977 | 1. Januar 1982       |